# Bistum Zomba
Das Bistum Zomba (lat.: Dioecesis Zombaensis) ist eine in Malawi gelegene römisch-katholische Diözese mit Sitz in Zomba.

## Geschichte
Papst Pius XII. gründete das Apostolische Vikariat Zomba am 15. Mai 1952 aus Gebietsabtretungen des Apostolischen Vikariats Shiré. Am 29. April 1956 verlor es einen Teil seines Territoriums zugunsten der Errichtung des Apostolischen Vikariats Dedza.
Mit der Apostolischen Konstitution Cum christiana fides wurde es am 25. April 1959 zum Bistum erhoben, das dem Erzbistum Blantyre als Suffraganbistum unterstellt wurde. Am 15. Mai 1969 verlor es einen Teil seines Territoriums zugunsten der Errichtung der Apostolischen Präfektur Fort Johnston.

## Ordinarien

### Apostolischer Vikar von Zomba
- Lawrence Pullen Hardman SMM (15. Mai 1952 – 25. April 1959)

### Bischöfe von Zomba
- Lawrence Pullen Hardman SMM (25. April 1959 – 21. September 1970)
- Matthias A. Chimole (21. September 1970 – 20. Dezember 1979, dann Bischof von Lilongwe)
- Allan Chamgwera (12. Februar 1981 – 17. Januar 2004)
- Thomas Luke Msusa SMM (19. Dezember 2003 – 21. November 2013, dann Erzbischof von Blantyre)
- George Desmond Tambala OCD (15. Oktober 2015 – 15. Oktober 2021, dann Erzbischof von Lilongwe)
- Alfred Chaima (seit 5. Juni 2023)